# هاشم یکه‌زارع
هاشم یکه‌زارع (زاده ۱۳۳۵) مدیر اجرایی ایرانی است. وی مدیر عامل و رئیس هیئت مدیره پیشین شرکت ایران خودرو ؛رئیس هیئت مدیره بانک پارسیان و هم اکنون مسئول اجرای پروژه ی زر خودرو می باشد.
یکه‌زارع در جایگاه مدیرعامل، در شرکت‌های خودروسازی ایران خودرو دیزل ، پارس خودرو و سایپا دیزل فعالیت داشته‌است.

## برکناری از ایران خودرو و بازداشت
با اعلام علی ربیعی سخنگوی دولت  در ۲۸ مرداد ۱۳۹۸ هاشم یکه‌زارع، مدیرعامل ایران خودرو به دلیل "افزایش قیمت" محصولات از سمت خود برکنار شد. وی ساعتی پس از برکناری در دفتر کار خود به اتهام نامعلومی بازداشت شد.